# Ruby (chanteuse égyptienne)
Pour l’article homonyme, voir Ruby (homonymie).
Ruby (ar: رانيا حسين محمد توفيق), née Rania Hussein Muhammad Tawfiq (Le Caire, 8 octobre 1981), est une mannequin, chanteuse et actrice égyptienne.
Il connaît le succès en 2003 avec le clip de sa chanson Enta Aref Leh? (Savez-vous pourquoi ?), dans laquelle elle portait des robes décolletées et sa danse sensuelle faisait sensation dans le monde arabe.
Au fil des années, elle a sorti 2 albums de musique et joué dans une dizaine de films.